# Eeva Joenpelto Prisen
Eeva Joenpelto Prisen (finsk Eeva Joenpelto -palkinto) er en litteraturpris, der uddeles af Lojo/Lohja Kommune i Finland til en international forfatter. Et af formålene med prisen er at fastholde den litterære arv fra bysbarnet, forfatteren Eeva Joenpelto. Prissummen er på 13.000 euro.
Det er en komité på fire personer, der vælger forfatteren. Rådet indleder sit arbejde med et udvalg af 30-40 forfattere, som gradvist fravælges indtil en vinder er fundet.
Eeva Joenpelto Prisen har været tildelt:
- 1988 – Jaan Kross, Estland
- 1992 – Olof Lagercrantz, Sverige
- 1995 – Sándor Csoóri, Ungarn
- 1998 – Andreï Makine, Frankrig
- 2001 – Bernhard Schlink, Tyskland
- 2004 – Herbjørg Wassmo, Norge

| Pris | Spire Denne artikel om priser eller udmærkelser er en spire som bør udbygges. Du er velkommen til at hjælpe Wikipedia ved at udvide den. |